# عبدالرحمان اصولی
ابوزید، عبدالرحمان بن محمد بجایی شهرت‌یافته به اُصولی (؟ -۱۲۹۴) شاعر و ادیب الجزایری و پدر محمد اصولی بود. «نُکَت الناقد فی الادب» از آثار اوست.